# クリーク (料理)
クリーク（フランス語: crique）はフランス、ヴィヴァレ地方のジャガイモ料理のひとつ。すり下ろしたジャガイモを円盤型に成型し揚げて料理する。表面がcric（ものが割れたり裂けたりする音）、すなわち「ぱりっとしている」ため、この名前が付いた。
まずジャガイモをすりおろして水分を切る。これにおろしニンニク、ベーコン、溶き卵、塩、胡椒、刻みパセリを混ぜ、円盤型に成型してからオリーブオイルでリソレすれば完成。
オーヴェルニュ地方一帯では語源の同じ料理としてクリケット（フランス語: criquette）というものもある（etteは指小辞）。これは同じくおろしたジャガイモと卵を混ぜて焼く料理である。